# Lichtentanne (Probstzella)

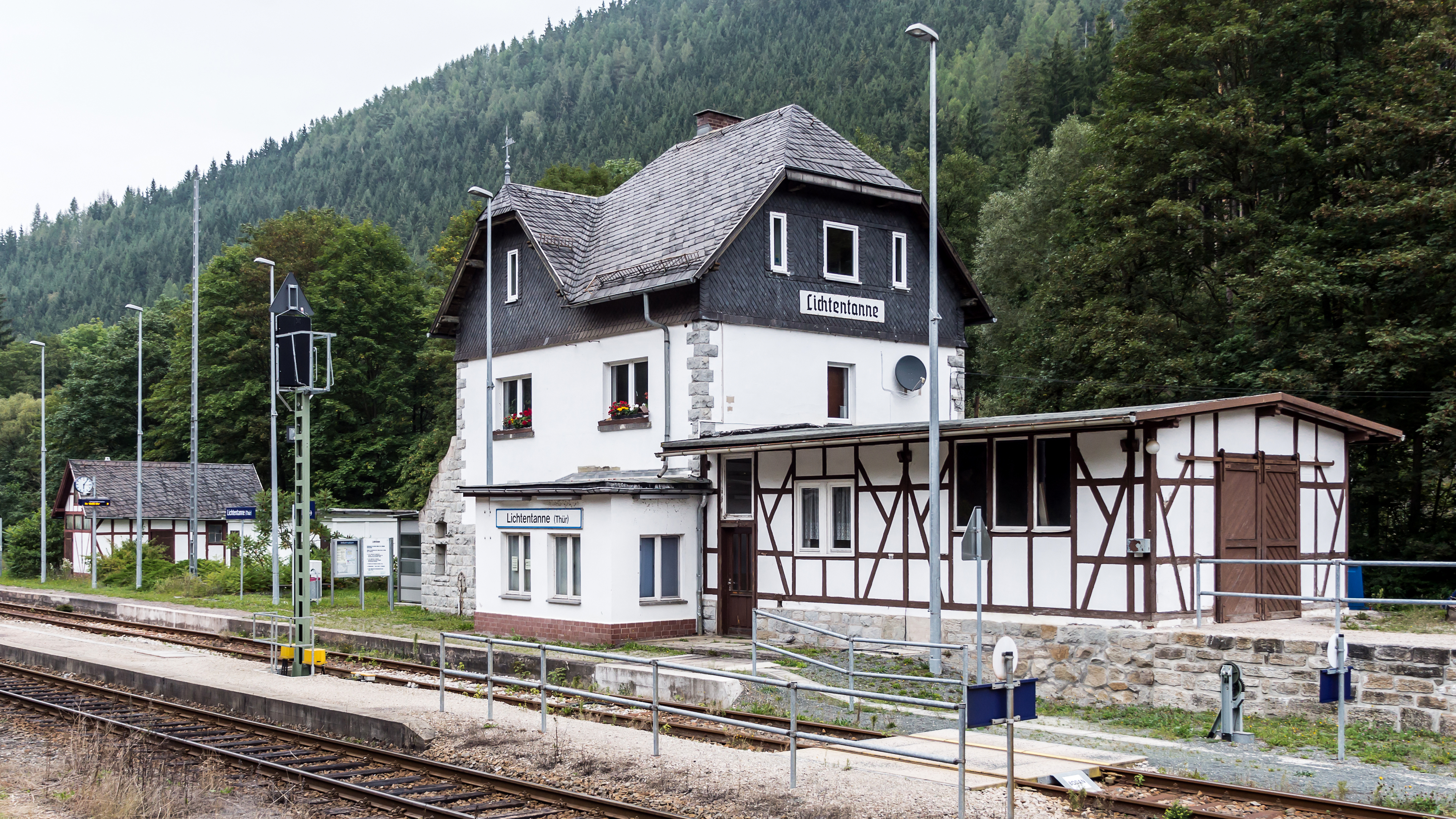
Der Bahnhof von Lichtentanne

Lichtentanne ist ein Ortsteil von Probstzella in der Verwaltungsgemeinschaft Schiefergebirge, Landkreis Saalfeld-Rudolstadt in Thüringen. Der Ort liegt im Thüringer Schiefergebirge.

## Geschichte
Am 6. Februar 1337 wurde der Ort urkundlich erstmals genannt.
Die spätgotische Saalkirche wurde 1521 gebaut, ihre heutige Gestalt erhielt sie 1734.
Mitten im Dorf befindet sich die Burgstelle Herrenhof. Das Bodendenkmal ist Überrest einer mittelalterlichen Burganlage, Reste des Befestigungsgrabens mit Wall sind noch erhalten.
In Lichtentanne ist das an dem Flüsschen Sormitz liegende Sägewerk noch in Betrieb.

## Persönlichkeiten
- Ludwig Greiner (1796–1882), Forstmann und Landvermesser

## Verkehr
Der Bahnhof Lichtentanne (Thür) liegt an der Bahnstrecke Hockeroda–Unterlemnitz, welche im Zweistundentakt durch die RB 32 befahren wird.